# Varelotteriet
 Der er for få eller ingen kildehenvisninger i denne artikel, hvilket er et problem. Du kan hjælpe ved at angive troværdige kilder til de påstande, som fremføres i artiklen.

Varelotteriet er et dansk landsdækkende lotteri oprindeligt grundlagt af danske håndværksmestre i 1887 for at fremme dansk håndværk. To gange om måneden bliver der trukket lod om gevinstpuljen. Hovedgevinsten er på 1,5 millioner kroner.  En del af lotteriets overskud går til at støtte lærlingeuddannelser inden for håndværk og industri. En anden del af overskuddet går til sociale og humanitære organisationer som Rådet for Sikker Trafik, De Samvirkende Blindeforeninger, Høreforeningen, Mødrehjælpen samt Det Kriminalpræventive Råd. 

## Historie
Lotteriet blev grundlagt i 1887 af danske håndværksmestre med det formål at fremme dansk håndværk. Dette skete gennem udlodningen af dansk produceret håndværk som præmier, hvor man blandt andet kunne vinde jagtvogne, møbler og sølvtøj. Men i dag vinder man kun kontanter. Blandt initiativtagerne var Christian Lehmann Pagh. Helt fra begyndelsen havde spillet sine rødder i håndværksbranchen, og Præmierne var oprindeligt fødevarer og andet til husholdningen, men i dag kan man kun vinde kontanter. 
Frem til 1993 benyttede Varelotteriet og Landbrugslotteriet Klasselotteriets trækningslister, men da Klasselotteriet fik flere lodsedler, valgte de to mindre lotterier at oprette egne trækningslister.